# A Pisces III balesete
A Pisces III balesete 1973. augusztus 29-én történt, amikor a kétszemélyes mélytengeri tengeralattjáró elsüllyedt. A búvárhajót 76 órával később sikerült kiemelni a vízből. A kétfős legénység túlélte a balesetet.

## A baleset
A kanadai Pisces III kétszemélyes mélytengeri jármű transzatlanti telefonkábelt fektetett az Atlanti-óceánon, nagyjából 150 mérföldre az írországi Corktól. A hajót egy korábbi brit haditengerész, a 28 éves Roger Chapman irányította, a gépkezelő a 35 éves Roger Mallinson volt.
A tengeralattjáró személyzete nyolcórás műszakokban dolgozott. A két tengerész 1973. augusztus 29-én 1.15-kor kezdett. Reggel kilenckor a felszínen lebegő tengeralattjáró arra várt, hogy felemeljék "anyahajója", a Vickers Voyager fedélzetére. 9.18-kor a Pisces III hirtelen hátrazuhant, és süllyedni kezdett. A tengeralattjáró hátsó részébe víz ömlött. A szerkezet 9.30-kor érte el a tenger fenekét 480 méteres mélységben.
A két tengerész egy nagyjából 180 centiméter átmérőjű helyen osztozott. Sikerült egy telefonüzenetben jelezniük a felszínre, hogy mindketten jól vannak. A kétfős legénység szerencséjére Mallinson az indulás előtt kicserélte a Pisces III oxigéntartályát, így átlagos fogyasztással számolva 66 órányi levegőjük maradt. A Pisces III csaknem fejjel lefelé feküdt a tengerfenéken, a szerkezetben hideg volt, az oxigén spórolása érdekében Chapman és Mallison alig mozgott, beszélt.

## A mentés
10.30-kor az Északi-tengeren tartózkodó Vicker Venturer hajó utasítást kapott, hogy térjen vissza Corkba. A helyszínre küldték a brit haditengerészet egyik hajóját, a Hacete-et is, amely különleges köteleket vitt a mentéshez. Az Amerikai Egyesült Államokból útnak indították a bombaszedésre tervezett tengeralattjárót, a CURV III-at.
A Vickers Voyager augusztus 30-án reggel nyolckor érkezett meg Corkba, hogy fedélzetére vegye az éjszaka légi úton odaszállított Pisces II-t and Pisces V-öt. 10.30-kor a hajó elhagyta a kikötőt, és visszaindult a helyszínre.
Augusztus 31-én megkezdődtek a konkrét mentési munkák. Egymás után több probléma is adódott: először a Pisces II-t engedték le hajnali két órakor, de a jármű megsérült, ezért vissza kellett emelni javításra. Ezután a Pisces V indult útnak, amely azonban nem találta meg a tengerfenéken fekvő búvárhajót.
A Pisces V végül délután egykor bukkant a Pisces II-re. A Pices V megkísérelt egy kötelet rögzíteni a sérült tengeralattjáróra, de nem sikerült. A Psces II-t ismét útnak indították, de újabb műszaki hiba miatt ismét ki kellett emelni a vízből. 17.30-kor megkísérelték elindítani az amerikai CURV III-at, amelyet kanadai parti őrség hajója, a John Cabot szállított a helyszínre, de a szerkezet nem működött.
Szeptember 1-jén reggel öt órakor a Pisces II-nek sikerült egy kötelet erősítenie a Pisces III-ra. 9.40-kor a CURV III egy másikat is rögzített a szerencsétlenül járt búvárhajón. Ezután megkezdődött a tengeralattjáró kiemelése. Amikor a hajó a felszínre bukott, már csak 22 percre elegendő oxigén volt a tartályaiban.